# ザクセン＝アンハルト州 (1945年–1952年)

ザクセン＝アンハルト州
Provinz Sachsen
(1945年-1946年)
Provinz Sachsen-Anhalt
(1946年-1947年)
Land Sachsen-Anhalt
(1947年-1952年)

1947年、連合軍軍政期のザクセン＝アンハルト州

ザクセン＝アンハルト州（ドイツ語: Land Sachsen-Anhalt）は、第二次世界大戦後のドイツにおいて、1945年から1949年までのソ連占領地域と、1949年から1952年までのドイツ民主共和国に置かれていた地方行政区分である。

## 概要
現在のドイツ連邦共和国ザクセン＝アンハルト州と同じ名称ではあるが、その範囲はやや異なる。
ザクセン＝アンハルト州は、1816年から1944年まで置かれ、1944年7月1日にハレ＝メルゼブルク県、マクデブルク県、およびエアフルトに分割されて消滅したプロイセン自由州ザクセン県 (ドイツ語: Provinz Sachsen) を復活させたものである。
ヤルタ会談での合意により、アメリカ軍がドイツ西部に撤退したことを受けて、1945年7月に在独ソ連軍政府はソ連占領地域のうちテューリンゲン州に編入されたエアフルトを除く2県と、テューリンゲン州カルフェルデにあった旧ザクセン県の飛地、アンハルト自由州全域、さらにブラウンシュヴァイク自由州のうちカルフェルデおよびブランケンブルク郡とその周辺地域を統合してザクセン県を置いた。ザクセン県は1946年10月の地方議会選挙に合わせてザクセン＝アンハルト県 (ドイツ語: Provinz Sachsen-Anhalt) に改名されたが、さらに翌1947年2月にはプロイセン州解体に伴いザクセン＝アンハルト州となった。
ナチス・ドイツにおける行政区分であった大管区でいうと、マクデブルク＝アンハルトおよびハレ＝メルゼブルクに、南ハノーファー＝ブラウンシュヴァイクの一部とテューリンゲンの一部を加えた領域に相当する。

## 歴史

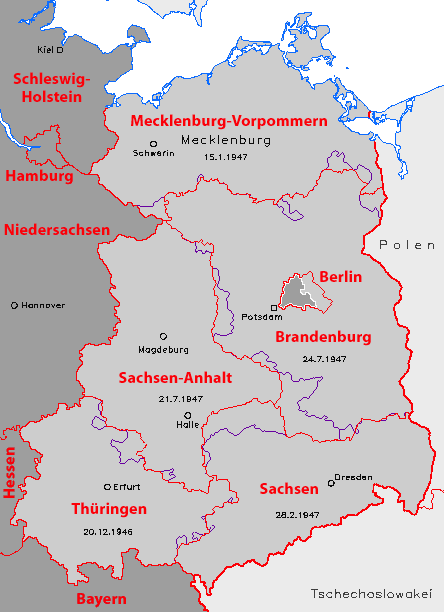
1947年と1990年における州境の差異

ドイツの戦後処理において、在独ソ連軍政府は1945年7月に占領下にあった各地区に政府を置いた。ザクセン県の行政長官にはエアハルト・ヒューベナーが任命され、彼は後にザクセン＝アンハルト州首相に就任した。
ザクセン＝アンハルト州議会の第1回選挙は1946年10月20日に実施され、ソ連の後ろ楯を得たドイツ社会主義統一党が得票率45.8%で第一党となり、ドイツ自由民主党が29.9％、キリスト教民主同盟が21.8％、農民相互協力協会が2.4％を獲得した。1949年にはヒューベナーが退任し、ヴェルナー・ブルシュケが第2代州首相となった。1947年2月には州憲法が採択されたが、州議会のすべての決議は在独ソ連軍政府の承認を経なければならなかった。 
1949年10月にドイツ民主共和国が建国されると、1950年10月に第2回州議会選挙が行われた。この選挙は、すべての政党が合同して選挙連合「国民戦線」を結成した上で行われたもので、 候補者リストもあらかじめ体制側が決めた議席配分に基づくものであった。すなわち、実際にはドイツ社会主義統一党率いる翼賛体制への信任投票に過ぎず、投票率も実に99.8％に上った。この選挙に続いて、議会上院にあたる共和国参議院に8人の州代表が送られたが、結局これは最初にして最後の事例となった。ドイツ社会主義統一党は従来ドイツが採用していた連邦制ではなく、中央集権的な単一国家の建設を志向していたことから、1952年7月のドイツ民主共和国憲法の改正により州は解体された。5つあった州はそれぞれ解体されて14の県 (Bezirke)に再編され、ザクセン＝アンハルト州はコトブス県、マクデブルク県、ハレ県、ライプツィヒ県の4県に分割された。その後、1958年には共和国参議院も廃止され、1968年と1974年に行われた憲法改正を経て、1989年のベルリンの壁崩壊まで、連邦制はドイツ民主共和国において徹底的に排除された。1990年3月に同国初の自由選挙が実施されてドイツ再統一を主張する保守連合「ドイツ連合」が勝利すると、1990年7月23日に県を統合した上で境界を調整して新たに5州 (新連邦州) が設置された。人民議会は8月23日に新連邦州が西ドイツ基本法第23条に基づいて10月3日にドイツ連邦共和国に加盟すると決議したことでドイツ再統一が果たされた。